# Tres Sargentos
Tres Sargentos es una localidad del partido de Carmen de Areco, provincia de Buenos Aires, República Argentina.
Se encuentra en el "km 157" de la Ruta Nacional 7.

## Población
Cuenta con 391 habitantes (Indec, 2010), lo que representa un incremento del 20,7% frente a los 324 habitantes (Indec, 2001) del censo anterior(CA).
| Gráfica de evolución demográfica de Tres Sargentos entre 1991 y 2010 |
|                                                                      |
| Fuente: Censos nacionales del INDEC                                  |

## Historia
- 1906, llega el ferrocarril, es la línea principal de la Compañía General de Buenos Aires de capitales franceses luego devenido en FCGB (trocha angosta).
- 1907, se construye la estación de FFCC, de un estilo francés muy particular y distintivo de la compañía.
- 22 de enero de 1908 comienza el paso de trenes de pasajeros.

## Toponimia
Es un nombre histórico por relacionarse con la campaña al norte del general Dr. Belgrano. Éste, al mando del Ejército patriota, es derrotado en Vilcapugio (Alto Perú), el 1 de octubre de 1813. Tras el repliegue, Belgrano reorganiza sus tropas, enviando una partida de caballería para reconocer y ubicar a los realistas. Su comandante es el futuro general Gregorio Lamadrid con tres soldados y el indio baqueano Reynaga. El 25 de octubre, se encuentran con una guardia de infantería enemiga, que vigilaba el camino. Los patriotas después de haber divisado a los realistas, organizan un plan de ataque al "Puesto Tambo Nuevo" donde se hallaba la guardia al acecho. Sorprendieron al centinela, los intimaron a rendirse y los llevaron prisioneros ante Belgrano.
La escuela lleva el nombre completo "Tres Sargentos de Tambo Nuevo", así también algunas calles del pueblo llevan los nombres de los participantes de aquella histórica batalla: José María Gómez, Santiago Albarracin, Juan Bautista Salazar, Indio Reynaga, General Lamadrid, General Belgrano.
Una calle de la ciudad de Buenos Aires, en el barrio de Retiro lleva por nombre Tres Sargentos en honor a estos tres soldados.

## Fiesta de la maquinaria agrícola
La fiesta de la maquinaria agrícola nace como una idea de algunos vecinos de Tres Sargentos que al enterarse de que el 9 de julio las autoridades de la Municipalidad de Carmen de Areco deciden hacer el acto allí, proponen organizar un desfile de maquinaria antigua que muchos llevaban años restaurando para recordar las herramientas con las que los primeros agricultores trabajaban la tierra y también máquinas de última generación con las últimas tecnologías.
Durante 3 años esta festividad fue muy importante sumándose espectáculos artísticos de primer nivel, stands con expositores zonales, cantinas con comidas típicas a cargo de las instituciones educativas del pueblo y como broche de oro durante el 2007 con una nevada que hizo historia en nuestro país y que brindó un espectáculo aparte.
Desgraciadamente esta hermosa fiesta ha sido suspendida momentáneamente.

## Habitantes ilustres
Desde este pequeño poblado han salido grandes jugadores de fútbol pertenecientes a una misma familia, es el caso de Gonzalo, Mariano y Tomás Pavone, como así también su primo José María Basanta.
En la actualidad Gonzalo Pavone se ha retirado del fútbol, Mariano Pavone se retiró en Quilmes Atlético Club y Tomás en el Club General Lamadrid. Mientras que José Basanta dio un gran salto en México en el club Monterrey y disputó la Copa Mundial de la FIFA Brasil 2014 con el Seleccionado Argentino de Fútbol obteniendo el segundo puesto.
José María Basanta fue campeón con los Rayados de Monterrey en el torneo Apertura 2009, en México. Un tricampeonato histórico de la Concacaf Liga Campeones (2010-2011, 2011-2012, 2012-2013), un torneo InterLiga (2010) y un tercer lugar en la Copa Mundial de Clubes de la FIFA 2012. Y finalmente su mayor título, como subcampeón con la Selección Argentina, en el Mundial de Brasil 2014. Hoy en día está retirado de la actividad.

## Sismicidad
La región responde a las subfallas «del río Paraná», y «del río de la Plata», y a la falla de «Punta del Este», con sismicidad baja; y su última expresión se produjo el 5 de junio de 1888 (136 años), a las 3.20 UTC-3, con una magnitud aproximadamente de 4,5 en la escala de Richter (terremoto del Río de la Plata de 1888).
La Defensa Civil municipal debe advertir sobre escuchar y obedecer acerca de 
Área de
- Tormentas severas, poco periódicas, con alerta meteorológico
- Baja sismicidad, con silencio sísmico de 136 años